# Udayadityavarman II
Udayadityavarman II trị vì Đế quốc Khmer từ năm 1050 - 1066 sau Công nguyên. Ông là người kế vị Suryavarman I nhưng không phải là con trai của vị vua trước này. Ông đã cho xây đền Baphuon để thờ thần Shiva, nhưng một vài công trình điêu khắc lại thờ Phật. Ông cũng hoàn thành việc xây dựng hồ chức nước Baray Tây và cho xây Mebon Tây, một hòn đảo bằng đất nằm giữa trung tâm. Trong thời kỳ trị vì của ông, nhiều cuộc nổi loạn đã bị tướng Sangrama dẹp yên.
Ngôi đền Sdok Kak Thom nằm ở gần nơi ngày nay là thị xã Aranyaprathet của Thái Lan cũng đã được xây dưới thời ông trị vì. Ngôi đền này có lẽ nổi tiếng nhất do là nơi phát hiện các ghi chép chạm khắc chi tiết trình tự kế vị các vua của Khmer. Tấm bia này hiện là một phần của bộ sưu tập tại bảo tàng quốc gia tại Bangkok.